# Plaza del Pesebre
La plaza del Pesebre (en árabe: ميدان المهد) es una plaza importante en el centro de la ciudad de Belén, en Cisjordania, en los territorios palestinos. Toma su nombre del pesebre donde los cristianos creen que Jesús nació, y según el dogma tradicional, cerca de la Iglesia de la Natividad, posiblemente la iglesia existente más antigua del mundo, que rodea la plaza. También alrededor de la Plaza del Pesebre esta la Mezquita de Omar (única mezquita de la ciudad) y el centro de la paz palestina. Calles con nombres conectados a Jesús, incluyendo la calle de la estrella y la calle de la Natividad, conducen a la plaza.
Entre 1998 y 1999, la plaza fue renovada para aliviar la congestión del tráfico y en la actualidad es sólo peatonal. Es principalmente un lugar de encuentro para los locales y para muchos peregrinos de la ciudad. Hay filas de vegetación como la Celtis australis que dan sombra a su gente con bancos y fuentes hechas de mármol blanco amarillento.
El 21 de abril de 2013, la Plaza del Pesebre fue la línea de salida y final del Maratón de Palestina.